# MBC 4 (中东)
MBC 4是中东地区的首个专门播放美国电视节目的免费国家电视频道，播出内容删除了毒品、色情等。中东广播中心在该频道开播前，通常在MBC 2中播出也些节目。
MBC 4 HD于2011年7月1日开播。